# Мехомийско македонско благотворително братство
Мехомийското (Разложкото) македонско благотворително братство „Гоце Делчев“ е организация на бежанците от областта Македония, установили се в Мехомия.

## История
Братството е основано по инициатива на Свобода Думева на 20 май 1925 година в Разлог. В настоятелството му влизат Д. Кацалиев (председател), Д. Галев (подпредседател), Свобода Думева (секретар), К. Пехливанов (касиер) и съветници Ст. Божиков, Б. Запрев и Ст. Икономов. На 24 февруари 1926 година е избрано ново настоятелство в състав Димитър Галев (председател), Димитър Силянов (подпредседател), Илия П. Илиев (секретар), Трайчо Панов (касиер) и съветници Стоян Божиков и Георги Икономов.